# Хандогій Володимир Дмитрович
Володимир Дмитрович Хандогій (нар. 21 лютого 1953, Черкаси, Київська область, Українська РСР, СРСР) — український дипломат. Виконував обов'язки Міністра закордонних справ України з березня по жовтень 2009 р. Дійсний член (академік) Української академії геополітики та геостратегії (2024).

## Біографія
Освіта: вища, факультет міжнародних відносин та міжнародного права Київського державного університету ім. Т. Шевченка. Володіння мовами: російська, англійська, французька.
1975–1976 — перекладач на будівництві металургійного заводу в м. Карачі, Пакистан.

### Дипломатична кар'єра
У Міністерстві закордонних справ України з 1976 року:
1976–1979 — аташе, третій секретар відділу преси МЗС УРСР.
1979–1983 — аташе Постійного представництва УРСР при ООН.
1983–1985 — другий секретар відділу преси; другий секретар відділу міжнародних організацій МЗС УРСР.
1985–1988 — перший секретар Генерального секретаріату, перший секретар відділу головного радника МЗС УРСР.
1988–1992 — перший секретар Постійного представництва СРСР при ООН.
1992–1994 — радник, заступник Постійного представника України при ООН, в.о. Постійного представника України при ООН.
1994–1995 — начальник Управління міжнародних організацій МЗС України.
1995–1998 — заступник Міністра закордонних справ України, голова Національної комісії України у справах ЮНЕСКО.
1996–1998 — представник України у Виконавчій раді ЮНЕСКО.
1998–2000 — Надзвичайний і Повноважний Посол України в Канаді, Представник України при Міжнародній організації цивільної авіації.
2000–2002 — Надзвичайний і Повноважний Посол України в Королівстві Нідерланди, Постійний представник України при Організації із заборони хімічної зброї.
2000–2005 — Надзвичайний і Повноважний Посол України в Королівстві Бельгія, у Великому Герцогстві Люксембург, глава Місії України при НАТО за сумісництвом.
Жовтень 2005 — січень 2006 — директор Департаменту НАТО.
Січень 2006 — липень 2007 — заступник Міністра закордонних справ України.
З липня 2007 — 30 липня 2010 — перший заступник Міністра закордонних справ України.
Березень — жовтень 2009 — т.в.о. Міністра закордонних справ України.
З 30 липня 2010 — 16 травня 2014 — Надзвичайний і Повноважний Посол України у Сполученому Королівстві Великої Британії і Північної Ірландії.

### Громадська діяльність
Співзасновник ГО «Українська асоціація зовнішньої політики». У квітні 2015 року обраний Президентом Української Асоціації зовнішньої політики.
З 2018 року Голова правління громадської спілки "Редакція журналу «Зовнішні справи».

## Родина
Одружений. Має сина та доньку.

## Дипломатичний ранг
- Надзвичайний і Повноважний Посол України.